# Vicia janeae
Vicia janeae är en ärtväxtart som beskrevs av Mardal.. Vicia janeae ingår i släktet vickrar, och familjen ärtväxter. Inga underarter finns listade i Catalogue of Life.